# Бани Лејк је нестала
Бани Лејк је нестала (енгл. Bunny Lake Is Missing) је британски психолошки трилер из 1965. редитеља Отоа Премингера, са Лоренсом Оливијеом у главној улози.

## Улоге
| Глумац          | Улога            |
| --------------- | ---------------- |
| Лоренс Оливије  | Newhouse         |
| Carol Lynley    | Ann Lake         |
| Кир Дјулеј      | Stephen Lake     |
| Martita Hunt    | Ada Ford         |
| Anna Massey     | Elvira Smollett  |
| Clive Revill    | Sergeant Andrews |
| Finlay Currie   | The Doll Maker   |
| Lucie Mannheim  | The Cook         |
| Noël Coward     | Horatio Wilson   |
| Adrienne Corri  | Dorothy          |
| Megs Jenkins    | Sister           |
| Delphi Lawrence | 1st Mother       |
| David Oxley     | Doctor           |
| Suky Appleby    | Bunny Lake       |